# Ludwig Dietrich Karl von Schmalensee
Ludwig Dietrich Karl von Schmalensee, auch Ludwig Dietrich Carl von Schmalensee (* 29. Januar 1762 in Grellenberg (Kreis Grimmen); † 26. April 1826 in Neubrandenburg) war ein preußischer Generalmajor und Herr auf Gut Siedenbollentin bei Treptow an der Tollense in Vorpommern.

## Leben

### Herkunft
Er war Angehöriger des pommerschen Adelsgeschlechts von Schmalensee. Seine Eltern waren der Erbherr auf Grellenberg, der Landdrost. Cordt Friedrich von Schmalensee († 1813) und dessen Ehefrau Eva Amalie, geborene von Engel (* 1738). Sein Bruder Dietrich Karl Ludwig von Schmalensee (1768–1857) wurde preußischer Generalleutnant.

### Militärlaufbahn
Am 1. Januar 1777 kam Schmalensee als Gefreitenkorporal in das Infanterieregiment „von Lengefeld“. Am 19. September 1777 wurde er zum Fähnrich befördert und 1778/79 kämpfte er im Bayerischen Erbfolgekrieg. Am 17. April 1791 wurde er Premierleutnant und nahm 1794/95 während des Feldzuges in Polen an der Belagerung von Warschau teil.
Am 7. Oktober 1797 wurde er zum Stabskapitän befördert, am 1. April 1799 erhielt er dazu ein Patent vom 2. März 1796. Am 29. Oktober 1803 wurde er dann zum Kapitän und Kompaniechef ernannt. Im Vierten Koalitionskrieg kämpfte er bei der Verteidigung von Danzig. Am 9. April 1807 wurde er Major und am 29. Juni 1807 erhielt er für Danzig den Orden Pour le Mérite. Am 7. September 1807 erhielt er das Kommando über das III. Bataillon. Am 1. Januar 1808 wurde er zum Bataillonskommandeur im Infanterie-Regiment Nr. 6, 1. Westpreußisches Infanterie-Regiment ernannt.
Zunächst wurde Schmalensee am 8. Mai 1810 mit der Führung des Westpreußischen Grenadier-Bataillons beauftragt und am 9. Juni 1810 zum Bataillonskommandeur ernannt. Am 1. Oktober 1811 wurde er vom Bataillon zum Regimentskommandeur ad Interim ernannt. Während Napoleons Russlandfeldzuges von 1812 fungierte er ab dem 28. März 1812 als Führer des 5. mobilen Infanterie-Regiments. Mit diesem Verband kämpfte er im Gefecht bei Thomsdorf. Am 4. März 1813 wurde das Regiment aufgelöst und Schmalensee kam wieder zum 1. Westpreußischen Infanterie-Regiment. Für den Feldzug erhielt er am 26. März 1813 den Roten Adlerorden III. Klasse. Am 5. Juni 1813 wurde er Oberstleutnant und zum Regimentskommandeur ernannt. Im Vorfeld der Befreiungskriege wurde er am 4. September 1813 Brigadekommandeur im II. Armee-Korps ad Interim. Im Krieg kämpfte er in den Schlachten bei Großgörschen, Bautzen, Dresden, Kulm und Leipzig. Für Großgörschen erhielt Schmalensee das Eiserne Kreuz II. Klasse und für Bautzen den russischen Orden der Heiligen Anna II. Klasse. Am 8. Dezember 1813 wurde er Oberst, aber am 20. September 1814 erhielt er seinen Abschied als Generalmajor mit 800 Talern Pension. Er starb am 26. April 1826 in Neubrandenburg in Mecklenburg.

### Familie
Schmalensee heiratete am 26. März 1800 in Rastenburg Henriette Lindenau (1770–1847), verwitwete Tresselt. Das Paar hatte mehrere Kinder:
- Gustav Franz Kurt (1800–1801)
- Eva Franziska Auguste (1804–1837) ⚭ Heinrich Hermann von Arnim (1802–1875), Herr auf Milmersdorf
- Karoline Agnae Adolfine (1806–1812)